# Mort de quelqu'un

Mort de quelqu'un est un roman de Jules Romains paru en 1911.

## Résumé
Jacques Godard, veuf sans enfants et ancien mécanicien aux Chemins de Fer, décide un jour de monter sur la plate-forme supérieure du Panthéon. Il y prend froid et dix jours plus tard, il est emporté par une pleurésie.
La nouvelle de sa mort se répand modestement, parmi les locataires de son immeuble, dans son quartier, dans son village natal du Velay, en Haute-Loire, où vivent encore ses parents octogénaires... Durant ces quelques jours, entre sa mort et ses funérailles, Godard semble exister plus qu'auparavant, à travers tous les gens qui pensent à lui.

## Analyse et Commentaires
« Récit génialement banal et d'une humanité qui ne peut périr », Mort de Quelqu'un est un roman sans intrigue: c'est plutôt une description de la naissance d'un groupe qui s'ignorait. Il est en cela une parfaite illustration de l'unanimisme cher à Jules Romains, une œuvre clé de l'auteur, applaudie notamment par Stefan Zweig. On peut y voir aussi, comme D. Memmi, une réflexion sur le grandissement des êtres.
Jules Romains était fier de cette œuvre de jeunesse (écrite vers ses 25 ans): « il se dégage de l'œuvre une émotion quasi religieuse parente de celles que donnent certaines symphonies. »